# Prignitz-Express
| Prignitz-Express         | Prignitz-Express     |
| ------------------------ | -------------------- |
|                          |                      |
| Kursbuchstrecke (DB):    | 206                  |
| Streckenlänge:           | 139 km               |
| Spurweite:               | 1435 mm (Normalspur) |
| Streckengeschwindigkeit: | 120 km/h             |
|                          |                      |

Prignitz-Express ist die Bezeichnung eines Eisenbahnausbauprojektes im Land Brandenburg zwischen Hennigsdorf und Wittenberge über Neuruppin, Wittstock/Dosse und Pritzwalk, mit dem die Anbindung der strukturschwachen Prignitz an Berlin verbessert wird. Große Teile des 1994 beschlossenen Projekts wurden zwischen 1997 und 2008 verwirklicht. Eine adäquate Verbindung mit Berlin ist jedoch noch nicht hergestellt worden. Auf den ausgebauten Streckenabschnitten zwischen Wittenberge und Hennigsdorf verkehrt die Regional-Express-Linie RE 6. Die Verbindung ist über Berlin-Spandau nach Berlin-Charlottenburg durchgebunden und trägt ebenfalls den Namen Prignitz-Express.

## Verlauf

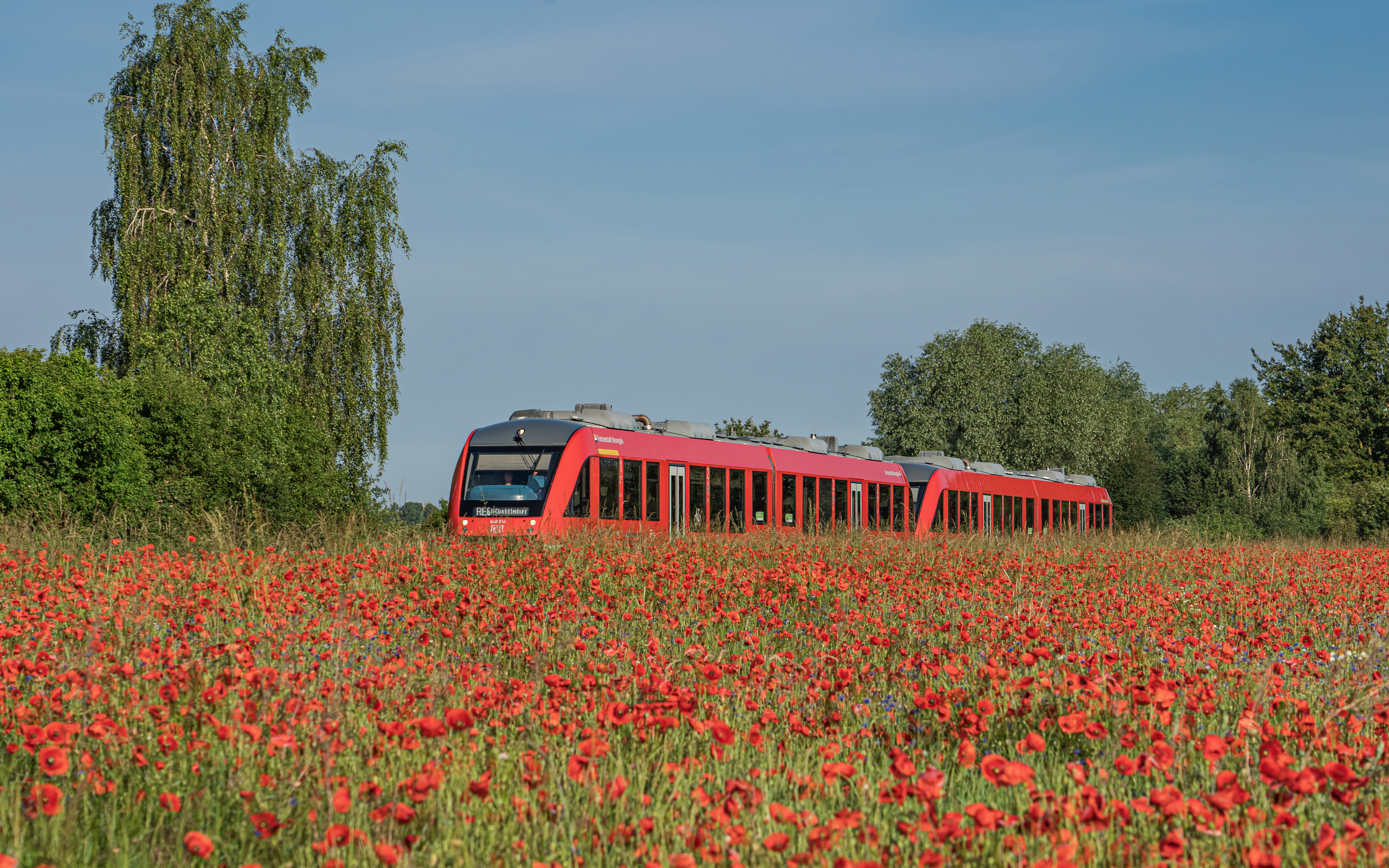
Prignitz-Express in der Nähe von Märkisch Linden

Die insgesamt 139 Kilometer lange Ausbaustrecke beginnt in Hennigsdorf am Rand von Berlin und führt über Velten und Kremmen nach Neuruppin. Von dort wird über Wittstock/Dosse, Pritzwalk und Perleberg Wittenberge erreicht. Die Landkreise Ostprignitz-Ruppin und Prignitz werden durchquert und ihre Kreisstädte Neuruppin und Perleberg angebunden. Ausgebaut wurden Abschnitte der Kremmener Bahn, der Bahnstrecke Kremmen–Meyenburg und der Bahnstrecke Wittenberge–Strasburg. Die ehemaligen Nebenbahnstrecken wurden durchweg auf den Standard einer Hauptbahn ausgebaut und die Höchstgeschwindigkeit abschnittsweise auf 120 km/h heraufgesetzt.

## Geschichte

### Planungen
Um auf die veränderten Verkehrsströme nach dem Fall der Mauer und der deutschen Einheit zu reagieren, wurde im Land Brandenburg zwischen 1992 und 1994 ein Zielnetz 2000 genanntes Konzept zur Umgestaltung des Bahnverkehrs erarbeitet und im August 1995 mit der Deutschen Bahn vertraglich vereinbart. Die damaligen politischen Vorgaben legten Wert auf eine Stärkung der Randregionen des Landes außerhalb des Berliner Speckgürtels, darunter auch die Prignitz im Nordwesten des Landes. Gewählt wurde eine Linienführung, die gegenüber dem direkten Weg in die Prignitz einen gewissen Umweg darstellt, dafür aber auch das Oberzentrum Neuruppin erschließt und eine Verbindung von dort in die ehemalige Kreisstadt Wittstock/Dosse beinhaltet.
Das Konzept sah einen Ausbau auf Geschwindigkeiten bis zu 120 km/h vor, wodurch Reisezeiten von Wittstock nach Berlin von 80–90 Minuten und von Neuruppin nach Berlin von 50–60 Minuten entstehen sollten. Man rechnete mit einem Investitionsbedarf von 340 Millionen D-Mark und einem Fahrgastaufkommen von 10.000 Reisenden pro Tag. Der Ausbau von Hennigsdorf nach Neuruppin sollte bis 1998 fertiggestellt sein, für den Restabschnitt bis Wittenberge rechnete man mit einem Bauzeitraum von weiteren drei Jahren. Im November 1995 stellte eine Ingenieurgesellschaft in Neuruppin ein detailliertes Konzept zur Anbindung dieser Stadt an Hennigsdorf und Berlin vor.
Am 17. Dezember 1995 sperrte die Deutsche Bahn den Streckenabschnitt Neuruppin–Velten für das Ausbauprojekt.

### Ausbau

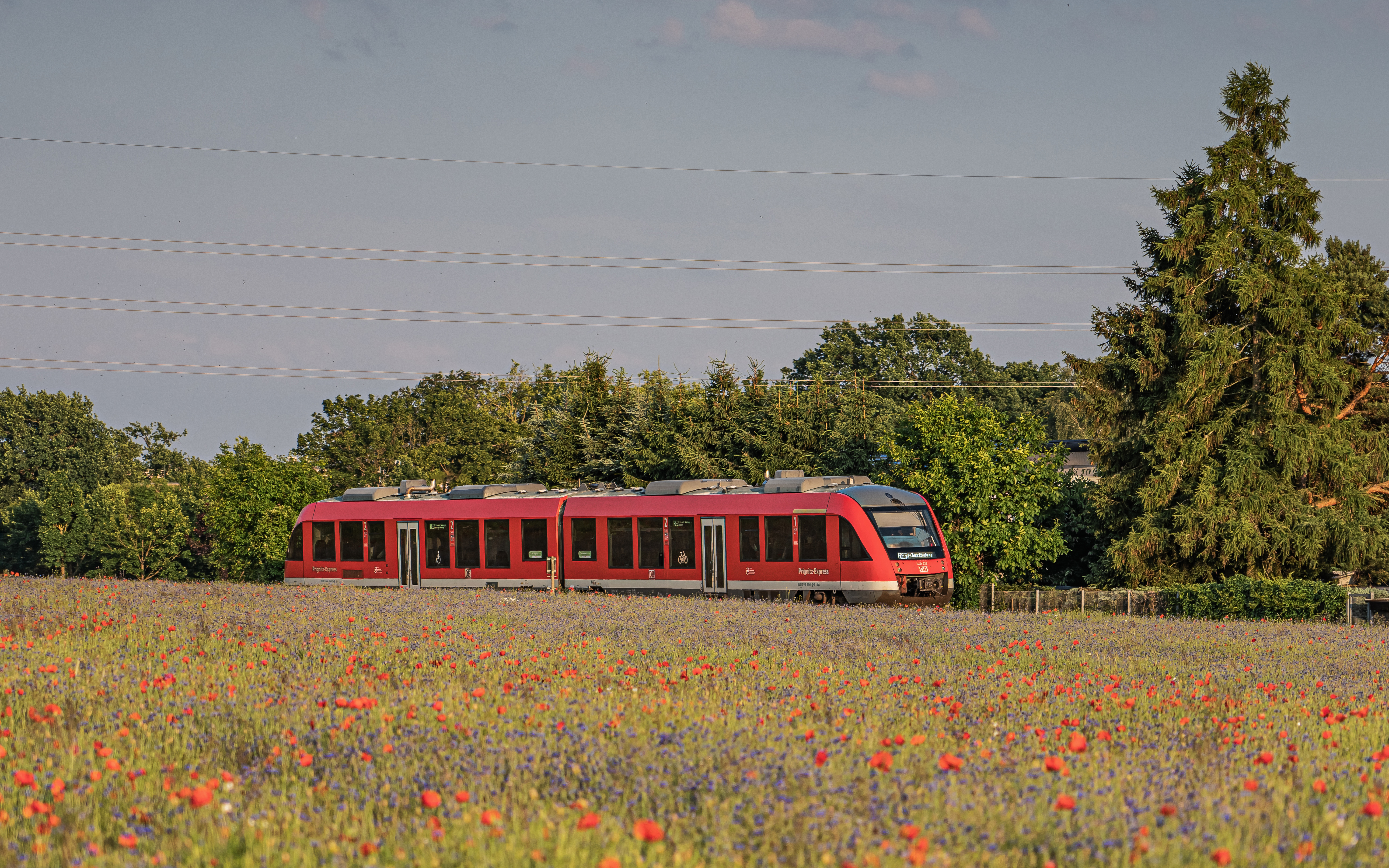
RE6 in Neuruppin

Die Strecke Velten–Neuruppin lag nach ihrer Schließung fast zwei Jahre brach. Der Bau der Prignitz-Express-Strecke begann erst am 21. Oktober 1997. Grund waren Streitigkeiten zwischen der Deutschen Bahn und dem Land über die Finanzierung. Im Mai 1998 wurde der erste Streckenabschnitt zwischen Velten und Kremmen wieder in Betrieb genommen. Bereits im April wurde der umgebaute Bahnhof Hennigsdorf eröffnet.
Die Strecke bis Neuruppin sollte im Dezember 1998 in Betrieb gehen, was jedoch mehrfach bis schließlich Mai 2000 verschoben wurde. Als Grund wurden seitens der Deutschen Bahn Probleme mit dem Untergrund, verspätete Zahlung des Kostenanteils der Gemeinden für Bahnübergänge oder Probleme mit Drittfirmen genannt. Es gilt aber auch die Verzögerung von Planung und Baubeginn als Hauptursache.
Der Abschnitt Wittstock–Neuruppin wurde im Juli 2003 zur Sanierung gesperrt und Ende Februar 2005 wieder in Betrieb genommen. Die Kosten wurden größtenteils von der Deutschen Bahn und dem Land Brandenburg übernommen. Im Zuge der Streckensanierung wurden fast alle Bahnhöfe erneuert, viele Stationen barrierefrei ausgebaut und an die Einstiegshöhe der verkehrenden Triebwagen angepasst. Ein neuer Halt entstand in Neuruppin West, der den alten Neuruppiner Hauptbahnhof ersetzte.
Seit 2006 wurde auch der Abschnitt zwischen Wittenberge und Pritzwalk erneuert und auf eine Geschwindigkeit von 120 km/h ertüchtigt. 2007 folgte der letzte Streckenabschnitt von Pritzwalk nach Wittstock. Seit dem 28. Februar 2008 wird die Strecke wieder durchgängig befahren; die Gesamtreisezeit hat sich von mehr als dreieinhalb auf zwei Stunden verkürzt. Die Investitionen seit 1997 betrugen insgesamt 143,5 Millionen Euro. Einige Bahnsteige auf dem Abschnitt zwischen Pritzwalk und Wittenberge wurden erst später barrierefrei um- und ausgebaut sowie erhöht. Der Umbau des Bahnhofs Pritzwalk war ursprünglich für das Jahr 2009 vorgesehen, begann aber erst 2014. Die Bahnhöfe Perleberg und Groß Pankow folgten 2017.
Teilweise kamen nach dem Ausbau auch Nachteile zum Tragen: So wurden im Bahnhof Kremmen und einigen weiteren Bahnhöfen Weichen entfernt. Es gibt somit auf dem gesamten Abschnitt Velten–Neuruppin keine Begegnungsmöglichkeit mehr. Verspätungen können somit kaum verringert werden und weitere Züge auf diesem Abschnitt nicht verkehren. Ähnlich sieht die Situation auf dem Abschnitt Neuruppin–Wittstock aus. Hier konnte nachträglich im Bahnhof Dossow (Prignitz) eine weitere Begegnungsmöglichkeit geschaffen werden. Im Bahnhof Wittstock (Dosse) wurde die Verbindung zur Strecke nach Mirow entfernt.
Die Anbindung der Züge von Hennigsdorf auf direktem Weg Richtung Berlin wurde immer wieder verschoben und ist bis heute nicht erfolgt. Mit der im Dezember 1998 wieder eröffneten S-Bahn von Hennigsdorf nach Berlin auf der Kremmener Bahn besteht eine Umsteigeverbindung in die Berliner Innenstadt. Der Prignitz-Express fährt von Hennigsdorf nach Fahrtrichtungswechsel weiter über den nordwestlichen Berliner Außenring und  Berlin-Spandau bis Berlin-Charlottenburg. Bis zum 
Fahrplanwechsel im Dezember 2022 verkehrte er nach Berlin Gesundbrunnen.

### Projekt i2030
Die Länder Berlin und Brandenburg streben einen weiteren Ausbau der Bahnstrecken im Ballungsraum an. Für die umfangreiche Prüfung verschiedener Varianten wurde im Oktober 2017 eine Rahmenvereinbarung mit der Deutschen Bahn abgeschlossen sowie für alle Projekte die Dachmarke „i2030“ eingeführt. Darin ist auch der Korridor Prignitz-Express/Velten enthalten, für den bis 2030 eine Nachfragesteigerung von 23 Prozent prognostiziert wird. Neben der Verlängerung der S-Bahn sowie des RE 6 wurden Taktverdichtungen untersucht.
Im Juni 2018 entschied der Lenkungskreis, dass zunächst eine Verdichtung des Angebots zwischen Kremmen und Neuruppin auf zwei Züge pro Stunde erfolgen soll. Dafür sind zusätzliche Begegnungsstellen zu schaffen. Nach Abschluss der Vorplanung wurde Ende 2020 eine zugehörige Finanzierungsvereinbarung für die Entwurfs- und Genehmigungsplanung in Höhe von 5 Millionen Euro unterzeichnet. Kreuzungsgleise sind im Bereich der Stationen Kremmen und Wustrau-Radensleben vorgesehen sowie ein zweigleisiger Begegnungsabschnitt zwischen Kremmen und Beetz-Sommerfeld von 6,5 Kilometern Länge. Weiterhin ist geplant, die Bahnsteige entlang der Strecke auf 140 Meter zu verlängern. 2025 gab der Verkehrsverbund Berlin-Brandenburg eine Verschiebung der zuvor für 2027 geplanten Bauarbeiten bekannt.

## Entwicklung des Personen- und Güterverkehrs

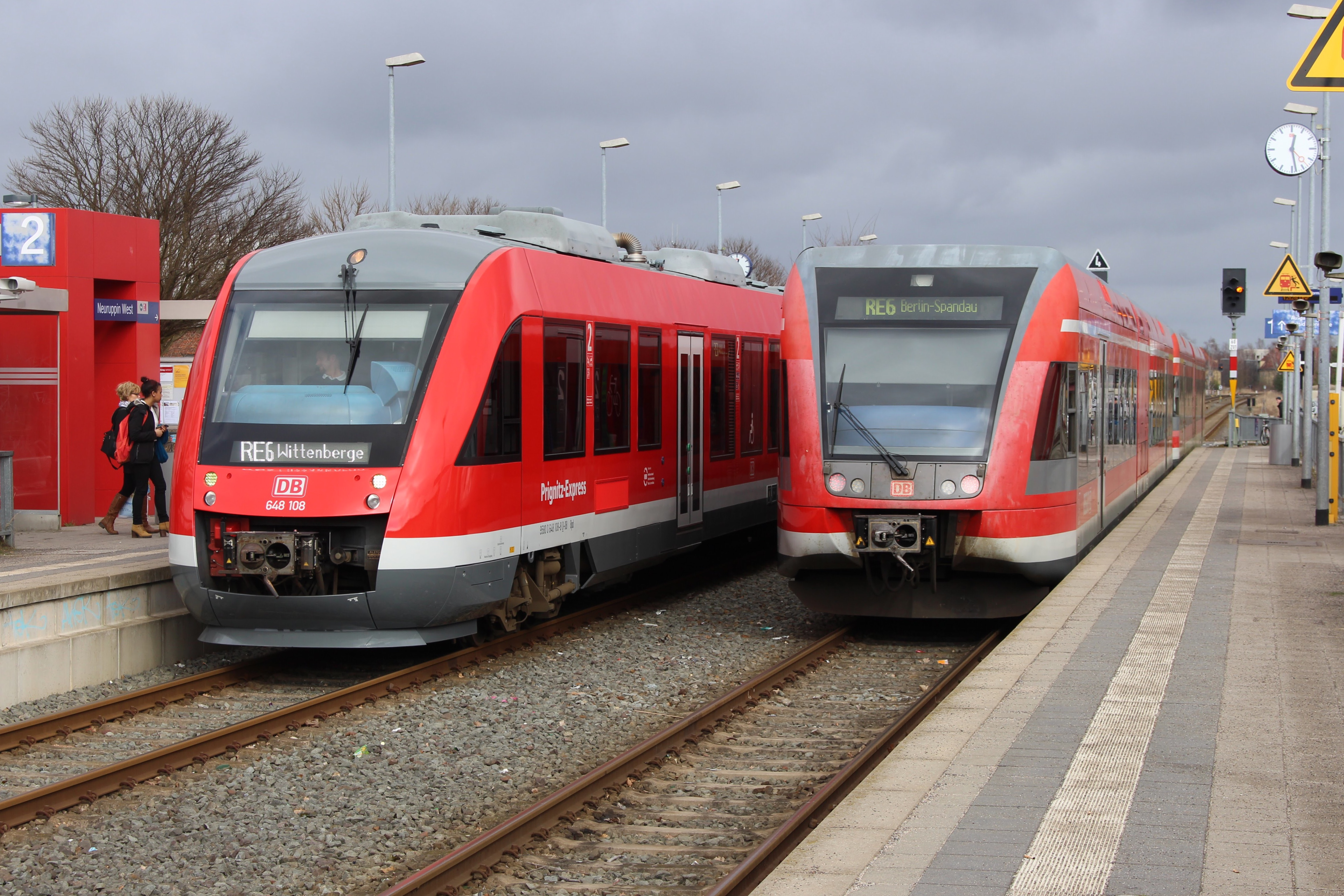
Alstom Coradia LINT und Stadler GTW auf dem Prignitz-Express in Neuruppin West

Bis Ende 1995 verkehrten auf den Abschnitten Wittenberge–Wittstock, Wittstock–Neuruppin und Neuruppin–Hennigsdorf nicht miteinander verknüpfte Regionalbahnlinien, auf den meisten Abschnitten im Zweistundentakt.
Seit der Sperrung des Abschnittes Neuruppin–Velten Ende 1995 erschien erstmals die Gesamtrelation unter der Bezeichnung Projekt Prignitz-Express in einer gemeinsamen Kursbuchtabelle. Sie beinhaltete den neu eingeführten Schienenersatzverkehr mit Reisebussen direkt vom Bahnhof Berlin Zoologischer Garten im Stundentakt über die A 24 nach Neuruppin. Hinzu kamen im Dreistundentakt fahrende Busse, die an der Raststätte Linumer Bruch Anschluss an die Busse aus Berlin hatten und über Fehrbellin nach Neuruppin fuhren und die Bahnstationen südöstlich der Stadt bedienten, sowie Regionalbahnen, die einerseits zwischen Neuruppin und Wittstock mit Ferkeltaxen, andererseits zwischen Wittstock und Wittenberge (und weiter über Nauen nach Berlin, mit 628er Triebwagen) verkehrten. In einer eigenen Tabelle erschienen die zwischen Hennigsdorf und Velten verkehrenden Züge sowie die zwischen Velten und Kremmen fahrenden Busse.
Die ersten Züge unter dem Namen Prignitz-Express verkehrten lediglich zwischen Berlin-Charlottenburg und Neuruppin, also nicht in die namensgebende Prignitz im Nordwesten des Landes Brandenburg. Zur Eröffnung der Strecke konnte die Deutsche Bahn zunächst nicht den versprochenen Gelenktriebwagen GTW 2/6 einsetzen, sondern lediglich die Baureihe 628. Seitdem fuhren die Züge zwischen Berlin-Charlottenburg und Wittstock. In Wittstock wurde der Verkehr gebrochen. Zwischen Wittstock und Wittenberge verkehrte die RB 71. Erst im Jahre 2004 wurde die durchgehende Verbindung Wittenberge–Neuruppin–Berlin-Charlottenburg eingeführt, zunächst noch auf den alten Gleisen. Der Verkehr zwischen Berlin-Spandau und Berlin-Charlottenburg wurde Ende 2005 durch das Land Berlin abbestellt.
Von Montag bis Freitag fährt der RE 6 auf der Gesamtstrecke im Stundentakt, am Wochenende wurde nur der Abschnitt Neuruppin–Berlin-Spandau im Stundenrhythmus bedient, auf dem Restabschnitt galt der Zweistundentakt. Alternierend zum RE 6 verkehrt zwischen Kremmen und Hennigsdorf stündlich die RB 55, welche auch in Bärenklau, Vehlefanz und Schwante hält. Seit Dezember 2019 ist auch am Wochenende auf dem Gesamtabschnitt der Stundentakt eingeführt worden.
Der Prignitz-Express konnte auf der Gesamtstrecke im Zeitraum 2000 bis 2008 eine Steigerung der Fahrgastzahlen um 183 Prozent erreichen, wobei auf dem Streckenabschnitt Neuruppin–Wittstock sogar eine Versechsfachung festgestellt wurde.
Güterverkehr gibt es auf der Strecke kaum noch. Lediglich auf dem Abschnitt Wittenberge–Pritzwalk–Liebenthal–Wittstock verkehrt dreimal wöchentlich ein Güterzug der Eisenbahngesellschaft Potsdam, der zur Belieferung des örtlichen Werkes Kronotex in Heiligengrabe dient. Auch DB Cargo Deutschland bedient den Anschluss.

## Projekt: direkte Führung nach Berlin
Zur besseren Einbindung nach Berlin untersuchen die Länder Berlin und Brandenburg verschiedene Varianten zur Führung des Prignitz-Expresses von Hennigsdorf nach Berlin-Gesundbrunnen, um eine direkte und umsteigefreie Verbindung in die Innenstadt zu ermöglichen.
Die Vorzugsvariante nach einer Studie aus dem Jahr 2012 sieht hierfür – aufbauend auf der noch zu erfolgenden Grundsanierung und Herstellung der Zweigleisigkeit der Kremmener Bahn in Berlin – die Errichtung eines dritten Fernbahngleises zwischen Schönholz und Tegel für den Regional- und Güterverkehr vor. Weiter nach Hennigsdorf ist ein Mischbetrieb des Prignitz-Expresses mit der S-Bahn geplant, wobei zwischen Tegel und Berlin-Schulzendorf das zweite Gleis herzustellen wäre. Im Bahnhof Tegel soll der Prignitz-Express an einem neu zu realisierenden Regionalbahnsteig halten. Die Investitionskosten für diese Variante betragen geschätzt 20 Mio. Euro. Ein durchgehender Verkehr zum Berliner Hauptbahnhof könnte auch durch den Einsatz batterieelektrischer Züge ermöglicht werden. Eine Studie, die der Verkehrsverbund Berlin-Brandenburg in Auftrag gegeben hat, sieht dies für Kosten von ca. 30 Mio. Euro als realisierbar.